# Liuixalus feii
Espèce
Liuixalus feii est une espèce d'amphibiens de la famille des Rhacophoridae.

## Répartition
Cette espèce est endémique du Guangdong en Chine. Elle se rencontre dans le xian de Fengkai entre 350 et 800 m d'altitude dans la réserve naturelle de Heishiding.

## Publication originale
- Yang, Rao & Wang, 2015 : A new species of the genus Liuixalus (Anura: Rhacophoridae) from southern China. Zootaxa, no 3990, p. 247–248.